# Merah Said
Merah Said is een bestuurslaag in het regentschap Aceh Tengah van de provincie Atjeh, Indonesië. Merah Said telt 293 inwoners (volkstelling 2010).